# 吉奧爾基三世
吉奧爾基三世（—1184年3月27日）是一位喬治亞國王，德米特里一世之子，在位於1156年至1184年。他和女兒塔瑪爾女王統治時期被稱為喬治亞黃金時代，是喬治亞王國國力最強盛的時期。

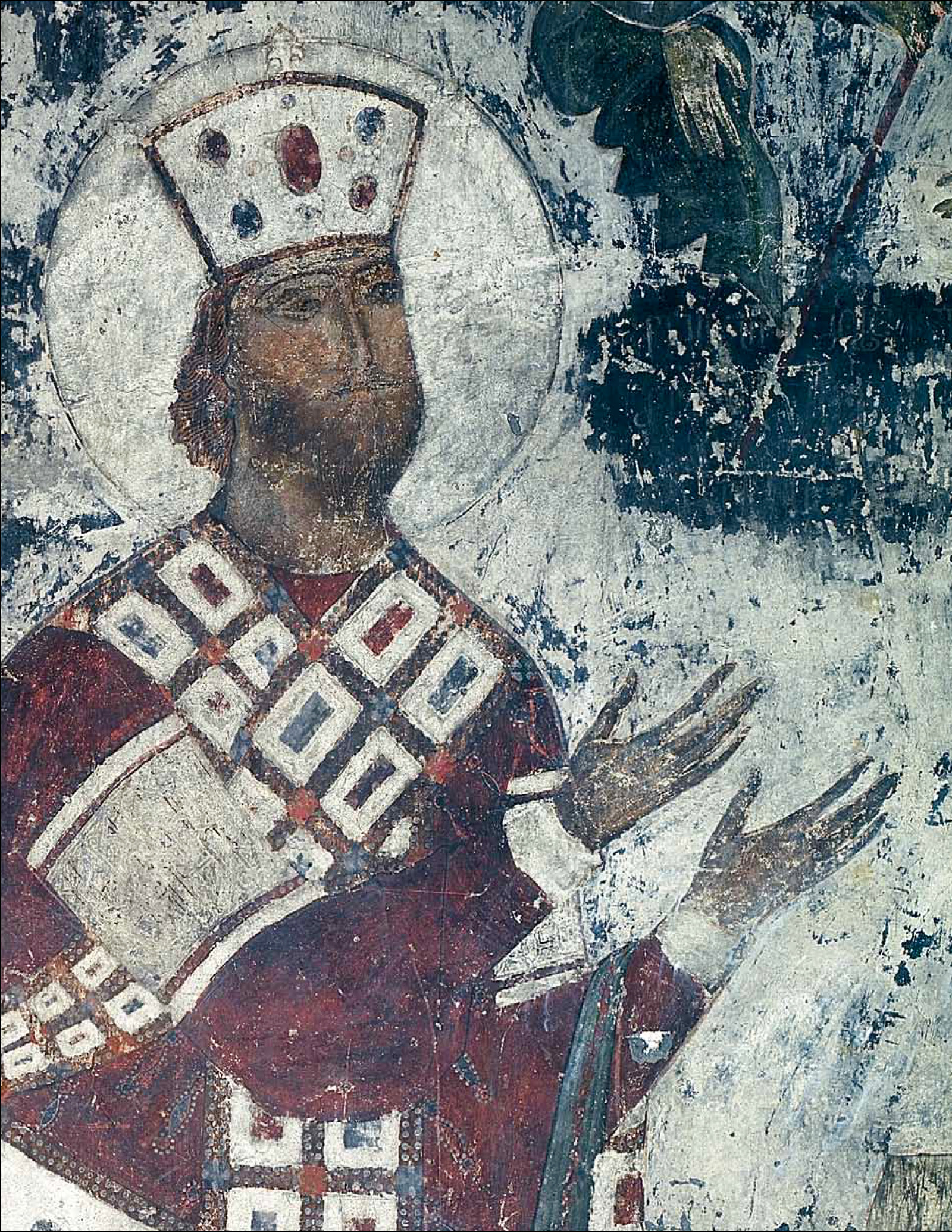
吉奧爾基三世

吉奧爾基三世在位期間不斷與周遭的穆斯林王國作戰，死後葬在格拉特修道院。他的女兒塔瑪爾女王於1184年繼承他的王位。